# Petra Zrimšek
Petra Zrimsek, nekdanja slovenska kolesarka, * 19. maj 1988.
Nastopila je na Svetovnem prvenstvu v cestnem kolesarstvu 2012